# Lucius Visellius Varro
Lucius Visellius Varro war ein römischer Senator zur Zeit von Kaiser Tiberius. Er war vom 1. Januar bis zum 30. Juni des Jahres 24 n. Chr. consul ordinarius zusammen mit Servius Cornelius Cethegus.

## Leben und Karriere
Lucius war Sohn des Gaius Visellius Varro, consul suffectus im Jahre 12 n. Chr. Als weiteres Amt vor seinem Konsulat, wahrscheinlich 18/19 n. Chr., ist nur noch dasjenige des curator riparum et alvei Tiberis bekannt. In tiberischer Zeit waren diese curatores für die Instandhaltung des Flussbettes des Tiber und die Aufsicht über die Nutzer des Flusses verantwortlich.
Während seines Konsulats klagte Varro den Gaius Silius, consul ordinarius des Jahres 13 n. Chr., und dessen Ehefrau Sosia Galla an. Laut Tacitus wurde Silius seine Freundschaft zum verstorbenen Germanicus zum Verhängnis und zusätzlich der erfolgreiche Feldzug in Germanien gegen Sacrovir. Beides habe ihm die Feindschaft des Tiberius und des Seian eingebracht. Zudem sei Silius mit Varros Vater verfeindet gewesen, doch habe dies nur den Vorwand für die Anklage in einem Repetundenprozess gedient, der wie ein Prozess wegen maiestas geführt worden sei. Silius kam einer Verurteilung durch Selbstmord zuvor.
Aus dem Jahr 24 n. Chr. stammt auch die von Varro eingebrachte lex Visellia de iure Quiritium Latinorum, qui inter vigiles militaverant, et de poenis libertinorum, qui ingenuorum honores usurpabant, wobei vermutet wird, dass es sich auch um zwei Gesetze gehandelt haben könnte. Rechtlich wurde hierdurch festgelegt, dass Latiner iunianischen Rechts das römische Bürgerrecht erhielten, wenn sie sechs Jahre bei den vigiles gedient hatten, und dass Freigelassene, die sich Rechte von freigeborenen Römern aneigneten, bestraft wurden.